# Tercera
La tercera és l'interval entre dues notes de l'escala separades per dos graus. Les terceres poden ser majors quan hi ha quatre semitons (o dos tons) entre els dos graus, i menors quan hi ha tres semitons (o un to i mig). A nivell harmònic, les terceres són intervals considerats consonants. En les escales pròpies de la música tonal, l'interval entre el I i el III grau (la tònica i la mediant o modal) és una tercera major en el mode major i una tercera menor en el mode menor.

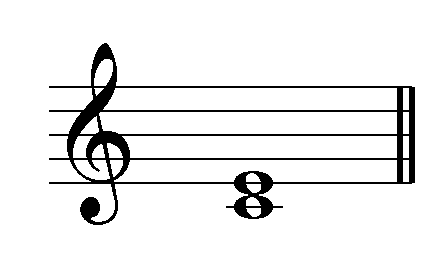
Tercera major entre les notes do i mi
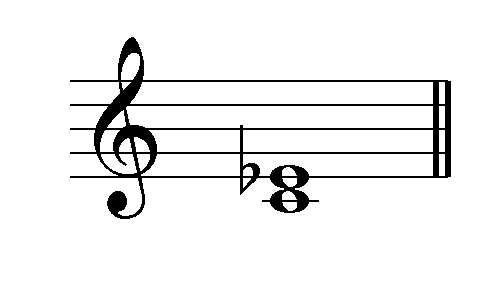
Tercera menor entre les notes do i mi♭